# Omloop van het Waasland 1978
 De 14e editie van de Belgische wielerwedstrijd Omloop van het Waasland vond plaats op 19 maart 1978. De start en finish vonden plaats in Kemzeke. De winnaar was Frans Van Looy, gevolgd door Walter Planckaert en Eric Van De Wiele. De wedstrijd werd de laatste wedstrijd van Eddy Merckx.

## Uitslag
| Omloop van het Waasland 1978 |                   |                      |        |
| Plaats                       | Naam              | Ploeg                | Tijd   |
| Winnaar                      | Frans Van Looy    | Mini Flat-Boule d'Or | 5u7'0" |
| 2                            | Walter Planckaert | C&A                  | z.t.   |
| 3                            | Eric Van De Wiele | IJsboerke-Gios       | z.t.   |

1965 · 1966 · 1967 · 1968 · 1969 · 1970 · 1971 · 1972 · 1973 · 1974 · 1975 · 1976 · 1977 · 1978 · 1979 · 1980 · 1981 · 1982 · 1983 · 1984 · 1985 · 1986 · 1987 · 1988 · 1989 · 1990 · 1991 · 1992 · 1993 · 1994 · 1995 · 1996 · 1997 · 1998 · 1999 · 2000 · 2001 · 2002 · 2003 · 2004 · 2005 · 2006 · 2007 · 2008 · 2009 · 2010 · 2011 · 2012 · 2013 · 2014 · 2015 · 2016 · 2017 · 2018 · 2019 · 2020 · 2021 · 2022 · 2023 · 2024